# Mii Channel
O Mii Channel é um canal do Wii no qual você pode criar caricaturas em 3D de pessoas (Miis) com várias características como cabelo, olhos, nariz, boca, entre outros; que poderão ser usados em jogos como Wii Sports, Wii Fit e em outros canais como o Everybody Votes Channel e o Check Mii Out Channel.

## Histórico
A criação deste canal teve como objetivo inicial incentivar os desenvolvedores para a plataforma Wii, viessem a desenvolver jogos compatíveis com o Mii. Assim o Mii poderia se tornar o personagem principal em um jogo, como uma partida de tênis, ou poderia estar na arquibancada torcendo pelo jogador. 
É possível enviar Miis para outro Wii pelo WiiConnect24 e guardar até 10 Miis no Wii Remote, que pode ser levado até um amigo com um Wii para seus Miis serem usados.

### Mii Plaza
Local em que os Miis criados ou exportados interagem entre si, podendo ser organizados em grupos de sexo ou ordem alfabética.

### Mii Parade
Comunidade online que faz uma parada de todos os Miis cadastrados ou criados em seu Wii, mais os outros Miis que estão visitando o seu console.